# Cambarinho
Cambarinho este o arie protejată (sit de importanță comunitară — SCI) din Portugalia întinsă pe o suprafață de 24 ha, integral pe uscat.

## Localizare
Centrul sitului Cambarinho este situat la coordonatele 40°40′12″N 8°11′53″W / 40.6701°N 8.198°V.

## Înființare
Situl Cambarinho a fost declarat sit de importanță comunitară în iunie 1999 pentru a proteja 1 specie de plante și 3 specii de animale.

## Biodiversitate
Situată în ecoregiunea mediteraneană, aria protejată conține 6 habitate naturale: Pajiști uscate europene, Matorral arborescenți cu Laurus nobilis, Roci stâncoase cu vegetație pionieră de Sedo-Scleranthion sau Sedo albi-Veronicion dillenii, Păduri de stejar galițio-portugheze cu Quercus robur și Quercus pyrenaica, Galerii de Salix alba și de Populus alba, Formațiuni riverane pe cursurile de apă mediteraneene cu debit intermitent, cu specii de Rhododendron ponticum, Salix și altele.
La baza desemnării sitului se află mai multe specii protejate:
- plante (1): Veronica micrantha
- amfibieni (1): Chioglossa lusitanica
- nevertebrate (1): rădașcă (Lucanus cervus)
- reptile (1): Lacerta schreiberi

Pe lângă speciile protejate, pe teritoriul sitului au mai fost identificate 6 specii de plante, 1 specie de amfibieni, 1 specie de mamifere.